# Eulenau (Beilrode)
Eulenau ist ein Ortsteil der sächsischen Gemeinde Beilrode im Landkreis Nordsachsen.

## Geografie und Verkehrsanbindung
Der Ort liegt westlich des Kernortes Beilrode an der Alte Elbe/Eulenauer Graben. Die B 183 verläuft südlich und die B 87 westlich. Etwas weiter westlich fließt die Elbe.